# Сутиски (Сумская область)
Сутиски (укр. Сутиски) — село,
Дунаецкий сельский совет,
Глуховский район,
Сумская область,
Украина.
Код КОАТУУ — 5921582302. Население по переписи 2001 года составляло 111 человек .

## Географическое положение
Село Сутиски находится в урочище Глубокое, в 2-х км от села Уздица.
Село окружено лесными массивами (сосна).

## Достопримечательности
- Братская могила советских воинов.